# La Tấn
La Tấn (giản thể: 罗晋; phồn thể: 羅晉; bính âm: Luó Jìn, tên tiếng Anh: Luo Jin) là một nam diễn viên kiêm ca sĩ người Trung Quốc.

## Tiểu sử
La Tấn sinh ngày 30 tháng 11 năm 1981 tại Giang Tây, Trung Quốc. Tốt nghiệp Học viện Điện ảnh Bắc Kinh năm 2002.

## Phim

### Phim điện ảnh
| Năm  | Tên phim                           | Vai diễn   | Ghi chú |
| ---- | ---------------------------------- | ---------- | ------- |
| 2007 | Fuijian Blue                       | Dragon     | [ 1 ]   |
| 2008 | Vẻ Đẹp Sai Lầm                     | Lý Vệ      |         |
| 2010 | Không Thể Bắt Chước Được Người Yêu | Lộc Dương  |         |
| 2010 | Chào Buổi Sáng Tình Yêu Của Tôi    | Uông Hải   |         |
| 2016 | Đại Đường Huyền Trang              | Lý Xương   |         |
| 2017 | Tam Sinh Tam Thế Thập Lý Đào Hoa   | Chiết Nhan |         |
| 2017 | Hồi Sinh Từ Tro Tàn                | Vương Đống |         |
| 2021 | Bát Nguyệt Vị Ương                 | Triều Nhan |         |

### Phim truyền hình
| Năm  | Tên                                                  | Vai                       | Ghi chú                 |
| ---- | ---------------------------------------------------- | ------------------------- | ----------------------- |
| 2003 | Câu Chuyện Bên Ngoài Nơi Bán Hàng                    | A Tinh                    |                         |
| 2006 | 战争目光                                             | Viên Cao                  |                         |
| 2006 | Mật Mã Hôn Nhân                                      | Vương Lôi                 |                         |
| 2006 | Chính Nghĩa Vĩnh Hằng                                |                           |                         |
| 2006 | Mộng Ảo Thiên Đường                                  |                           |                         |
| 2008 | Phương Nam Mỹ Lệ                                     | Trần Khải Minh            |                         |
| 2009 | Tân Tam Quốc                                         | Hán Hiến Đế               | [ 2 ]                   |
| 2010 | Mỹ Nhân Tâm Kế                                       | Lưu Doanh/Đậu Trường Quân | [ 3 ]                   |
| 2011 | Tiểu Bạch Thái Kỳ Án                                 | Lâm Củng Xu               |                         |
| 2011 | Tàng Tam Thuật (Bí Mật Bị Lãng Quên)                 | Châu Thiên Kỳ             |                         |
| 2011 | Mỹ Nhân Thiên Hạ                                     | Cát Đại Bằng              |                         |
| 2011 | Mộc Quế Anh                                          | Dương Tông Bảo            |                         |
| 2011 | Nữ Nhân Của Hoàng Đế                                 | Hải Thiên                 |                         |
| 2012 | Loạn Thế Giai Nhân                                   | Trùng Dương               |                         |
| 2013 | Nữ Đặc Công X                                        | Hạ Tuấn Phong             |                         |
| 2013 | Tay Súng                                             | Đường Từ Cẩm              |                         |
| 2014 | 36 Kế hạnh phúc                                      | Đồng Tiểu Kỳ              |                         |
| 2014 | Chế Tạo Mỹ Nhân                                      | Địch Khương               |                         |
| 2015 | Ba ba phụ thân cha                                   | Ninh Ngũ Nguyên           |                         |
| 2015 | Người Tình Kim Cương                                 | Lôi Dịch Minh             | [ 4 ] [ 5 ]             |
| 2016 | Cẩm Tú Vị Ương                                       | Thác Bạt Tuấn             | [ 4 ] [ 5 ]             |
| 2018 | Lời Nói Dối Chân Thật                                | Cận Viễn                  |                         |
| 2018 | Vì em anh nguyện yêu cả thế giới                     | Trường Cung               |                         |
| 2018 | Quy Khứ Lai                                          | Thư Triệt                 |                         |
| 2019 | Mạc hậu chi vương                                    | Thuần Vu Kiều             |                         |
| 2019 | Hạc lệ hoa đình                                      | Tiêu Định Quyền           |                         |
| 2019 | Phong thần: Dương tiễn truyền kỳ                     | Dương Tiễn                |                         |
| 2020 | An Gia                                               | Từ Văn Xương              |                         |
| 2021 | Tiền tuyến Ebola                                     | Zheng Shu Peng            | Đóng cùng Mao Hiểu Đồng |
| 2021 | Vinh quang và mộng tưởng                             |                           |                         |
| 2021 | Giang Sơn Như Thử Đa Kiều (A Land So Rich in Beauty) | Bộc Toàn Sinh             |                         |

## Giải thưởng
| Năm  | Giải thưởng                                                  | Hạng mục                                          | Kết quả   | Ghi chú/ Tham khảo                          |
| ---- | ------------------------------------------------------------ | ------------------------------------------------- | --------- | ------------------------------------------- |
| 2012 |                                                              | Cặp đôi đẹp nhất năm                              | Đoạt giải | cùng Miêu Phố trong phim Mộc Quế Anh (2011) |
| 2014 | Liên hoan Truyền hình Sinh viên Đại học Trung Quốc lần thứ 5 | "Diễn viên được sinh viên đại học yêu thích nhất" | Đoạt giải | [ 6 ]                                       |